# エリノア・オストロム
エリノア・オストロム （Elinor Ostrom、1933年8月7日 - 2012年6月12日）は、アメリカ合衆国の政治学者、経済学者。インディアナ大学教授。2009年10月12日、オリバー・ウィリアムソンとともにノーベル経済学賞を受賞した。女性初のノーベル経済学賞受賞者。カリフォルニア州ロサンゼルス生まれ。

## 経歴
- 1933年 カリフォルニア州ロサンゼルスで生まれる（本人Elinor Claire Awan、父親Adrian Awan、母親Leah）。
- 1951年 ビバリーヒルズ高校卒業。
- 1954年 カリフォルニア大学ロサンゼルス校(UCLA)政治学部卒業。
- 1962年 カリフォルニア大学ロサンゼルス校(UCLA)で政治学修士号を取得。
- 1963年 ヴィンセント・オストロムと結婚。
- 1965年 カリフォルニア大学ロサンゼルス校(UCLA)で政治学博士号を取得。
- 1965年 インディアナ大学の教員となる（その後、教授となることも含め、約40年間過ごす）。
- 1973年 夫のヴィンセント・オストロム（Vincent Ostrom）と共同で、政治理論と政策分析ワークショップを設立。
- 1991年 アメリカ芸術科学アカデミー会員。
- 1996年 アメリカ政治学会会長（-1997年)。
- 2001年 全米科学アカデミー（National Academy of Sciences, NAS）会員。
- 2012年6月12日、インディアナ州の病院でがんのために死去。78歳没。

## 業績
オストロムは公共財および共有資源（CPR、Common-pool resource）を研究した。公共財やCPRの管理について、それまでの政府か市場が対処するという主張に異議を唱え、資源を管理する効率性は市場でも政府でもなく、コミュニティが補完的役割を果たしたときに最も効果的になることを示した。
オストロムは公共財およびCPRの自主管理（セルフガバナンス）において、長期間持続する制度には、次のような設計原理があると論じた。
1. 境界：CPRから資源を引き出す個人もしくはその家計とCPRの境界が明確である。
2. 地域的条件との調和：専有ルールが供給ルールと調和している。
3. 集合的選択の取り決め：運用ルールの影響を受ける個人の大多数は、運用ルールの修正に参加できる。
4. 監視：CPR条件と専有者を検査する監視者は、専有者に対して責任がある。
5. 段階的制裁：運用ルールを侵害する専有者は制裁を受ける。
6. 紛争解決：専有者間もしくは専有者と当局者の紛争を解決するために、安価な費用の地方領域に接する。
7. 組織化する権利の承認：制度を構築する専有者の権利は、外部の政府当局によって異議を申し立てられない。
8. 組み込まれた事業：より大きな体系の一部であるCPRsに関しては、専有、供給、監視、強制、紛争解決ルールは多層の事業で組織化される。

ロサンゼルスの地下水の自主管理をはじめとするフィールド環境と、ゲーム理論を用いた実験環境において、森や湖などの共有資源（コモンズ）を効率的に管理できることを明らかにした。自主管理の協力行動を繰り返しゲームで説明した研究は、制度の自己組織化とも関連する。

## 著作

### 単著
- Governing the Commons: the Evolution of Institutions for Collective Action, (Cambridge University Press, 1990).
  - 『コモンズのガバナンス―人びとの協働と制度の進化―』  原田禎夫・齋藤暖生・嶋田大作 訳、晃洋書房 2022年
- Crafting Institutions for Self-governing Irrigation Systems, (ICS Press, 1992).
- Understanding Institutional Diversity, (Princeton University Press, 2005).

### 共著
- Patterns of Metropolitan Policing, with Roger B. Parks and Gordon P. Whitaker, (Ballinger Pub. Co., 1978).
- Local Government in the United States, with Vincent Ostrom and Robert Bish, (ICS Press, 1988).
- Institutional Incentives and Sustainable Development: Infrastructure Policies in Perspective, with Larry Schroeder and Susan Wynne, (Westview Press, 1993).
- Rules, Games, and Common-pool Resources, with Roy Gardner and James Walker, (University of Michigan Press, 1994).

### 編著
- The Delivery of Urban Services: Outcomes of Change, (Sage, 1976).
- Strategies of Political Inquiry, (Sage, 1982).

### 共編著
- Local Commons and Global Interdependence: Heterogeneity and Cooperation in Two Domains, co-edited with Robert O. Keohane, (Sage, 1995).
- Competition and Cooperation: Conversations with Nobelists about Economics and Political Science, co-edited with James E. Alt and マーガレット・リーヴァイ, (Russell Sage Foundation, 1999).
- People and Forests: Communities, Institutions, and Governance, co-edited with Clark C. Gibson and Margaret A. McKean, (MIT Press, 2000).
- Improving Irrigation Governance and Management in Nepal, co-edited with Ganesh P. Shivakoti, (ICS Press, 2002).
- Foundations of Social Capital, co-edited with T. K. Ahn, (E. Elgar, 2003).
- The Commons in the New Millennium: Challenges and Adaptation, co-edited with Nives Dolšak, (MIT Press, 2003).
- Trust and Reciprocity: Interdisciplinary Lessons from Experimental Research, co-edited with James Walker, (Russell Sage Foundation, 2003).
- Seeing the Forest and the Trees: Human-environment Interactions in Forest Ecosystems, co-edited with Emilio F. Moran, (MIT Press, 2005).
- Linking the Formal and Informal Economy: Concepts and Policies, co-edited with Basudeb Guha-Khasnobis and Ravi Kanbur, (Oxford University Press, 2006).
- Understanding Knowledge as a Commons: from Theory to Practice, co-edited with Charlotte Hess, (MIT Press, 2007).

## 主な受賞歴
- 1999年 - ヨハン・スクデ政治学賞（女性初）
- 2004年 - ジョン・カーティー賞
- 2005年 - アメリカ政治学会よりジェームズ・マディソン賞（女性初）
- 2008年 - ウィリアム・H・ライカー賞（女性初）
- 2009年 - ノーベル経済学賞（女性初）